# Imielno (gemeente)
De gemeente Imielno is een landgemeente in het Poolse woiwodschap Święty Krzyż, in powiat Jędrzejowski.
De zetel van de gemeente is in Imielno.
Op 30 juni 2004 telde de gemeente 4618 inwoners.

## Oppervlakte gegevens
In 2002 bedroeg de totale oppervlakte van gemeente Imielno 100,6 km², waarvan:
- agrarisch gebied: 82%
- bossen: 9%

De gemeente beslaat 8% van de totale oppervlakte van de powiat.

## Demografie
Stand op 30 juni 2004:
| Omschrijving                   | Totaal | Totaal | Vrouwen | Vrouwen | Mannen | Mannen |
| ------------------------------ | ------ | ------ | ------- | ------- | ------ | ------ |
| eenheid                        | aantal | %      | aantal  | %       | aantal | %      |
| inwoners                       | 4618   | 100    | 2337    | 50,6    | 2281   | 49,4   |
| bevolkingsdichtheid (inw./km²) | 45,9   | 45,9   | 23,2    | 23,2    | 22,7   | 22,7   |

In 2002 bedroeg het gemiddelde inkomen per inwoner 1186,77 zł.

## Administratieve plaatsen (sołectwo)
Bełk, Borszowice, Dalechowy, Dzierszyn, Grudzyny, Helenówka, Imielnica, Imielno, Jakubów, Karczunek, Kawęczyn, Mierzwin, Motkowice, Opatkowice Drewniane, Opatkowice Murowane, Opatkowice Pojałowskie, Opatkowice Cysterskie, Rajchotka, Sobowice, Stawy, Wygoda, Zegartowice.

## Aangrenzende gemeenten
Jędrzejów, Kije, Michałów, Pińczów, Sobków